# Méniko
Méniko är en ort i Cypern.   Den ligger i distriktet Eparchía Lefkosías, i den centrala delen av landet, 21 km väster om huvudstaden Nicosia. Méniko ligger 243 meter över havet och antalet invånare är 1 023. Den ligger på ön Cypern.
Terrängen runt Méniko är platt åt nordost, men åt sydväst är den kuperad. Terrängen runt Méniko sluttar norrut.Trakten runt Méniko är ganska glesbefolkad, med 39 invånare per kvadratkilometer. Närmaste större samhälle är Mórfou, 16,9 km nordväst om Méniko. Trakten runt Méniko är i huvudsak ett öppet busklandskap.
Årsmedeltemperaturen i trakten är 21 °C. Den varmaste månaden är juli, då medeltemperaturen är 34 °C, och den kallaste är januari, med 8 °C. Genomsnittlig årsnederbörd är 474 millimeter. Den regnigaste månaden är december, med i genomsnitt 108 mm nederbörd, och den torraste är augusti, med 1 mm nederbörd.